# Carrista

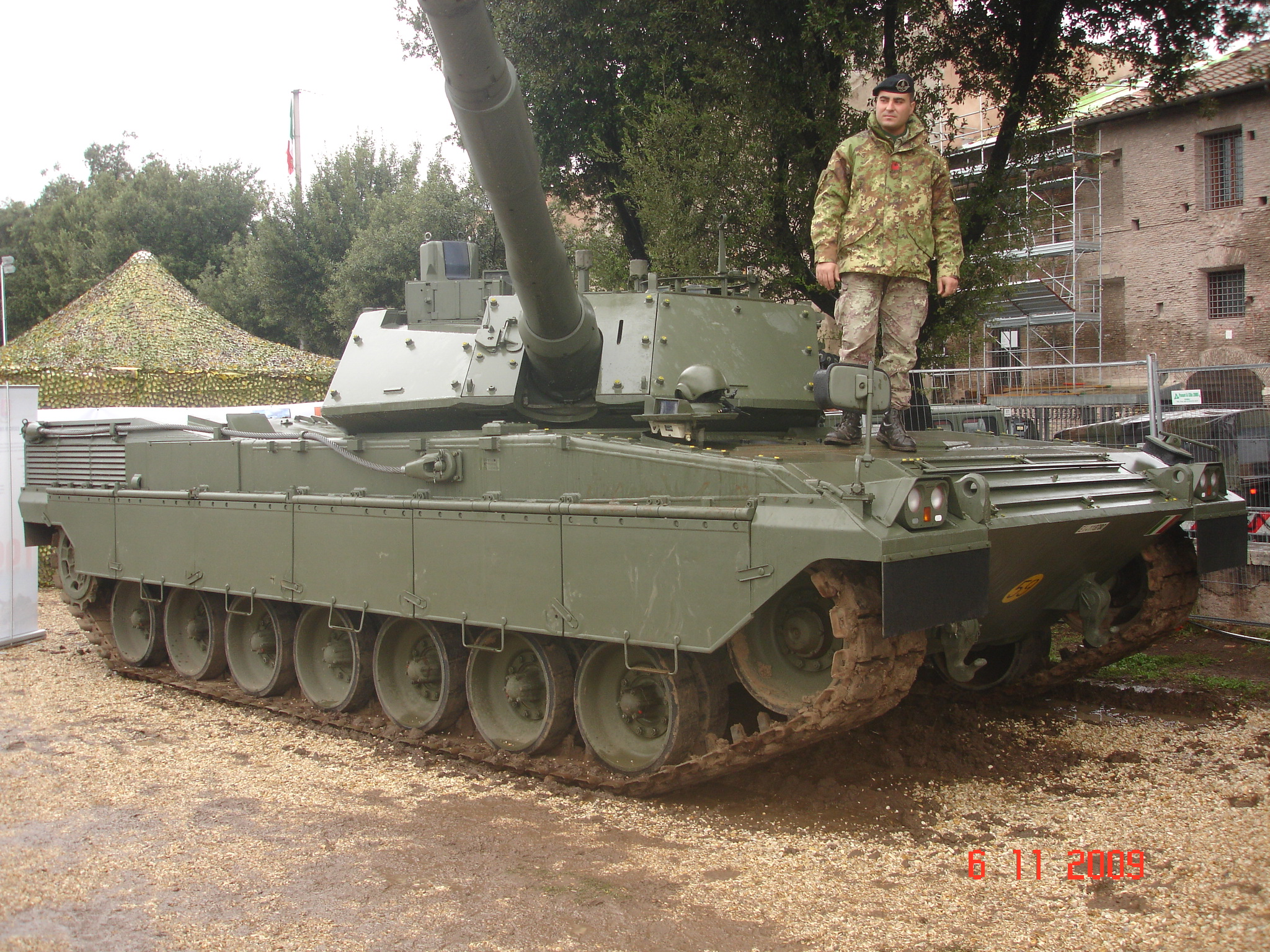
Un carrista su un carro "Ariete" durante la festa delle forze armate italiane

Il carrista è un militare appartenente all'omonima specialità dell'Esercito Italiano, ordinata in reggimenti equipaggiati con carri armati (veicoli corazzati da combattimento su cingoli). 
La specialità, fondata il 1º ottobre del 1927, dal 30 settembre 1936 fu formalmente inserita nell'Arma di fanteria che fornì la totalità dei Quadri più anziani alla neonata specialità. Dal 1º luglio 1999 la specialità "carristi" è stata trasferita all'Arma di cavalleria, affiancandosi alla "cavalleria di linea". Quest’ultima specialità raggruppa di fatto i corpi tradizionali di quell'arma, ancora denominati, "dragoni", "lancieri" e "cavalleggeri", ma oggi tutti indistintamente equipaggiati di autoblindo (veicoli da combattimento su ruote).

## Storia

### Le origini
I carristi hanno visto la luce sul finire della prima guerra mondiale quando, per risolvere il dilemma trincea-mitragliatrice, si iniziò a pensare all'impiego di veicoli corazzati su cingoli, ovvero i tanks, in italiano carro armato, in grado di muovere su terreno rotto per assaltare le trincee nemiche superando reticolati e fossati assicurando la sopravvivenza dell'equipaggio per aprire la via all'assalto delle fanterie appiedate. 
L'interesse delle autorità militari italiane per questa macchina da guerra si manifestò e si sviluppò dopo la comparsa dei primi carri sul fronte di guerra francese in occasione della battaglia della Somme del 15 settembre 1916.
Il Regio Esercito Italiano iniziò comunque a interessarsene con molta cautela in quanto l'introduzione dei rivoluzionari e costosissimi mezzi bellici avrebbe richiesto un addestramento specifico di quadri e truppa e la disponibilità di specialisti per la logistica che allora erano del tutto mancanti, mancando inoltre, una precisa idea di come impiegare i carri armati in combattimento ed esisteva una diffusa diffidenza circa le loro reali possibilità d’affermarsi sul campo di battaglia.
Il primo ufficiale italiano incaricato di interessarsi alla modernissima arma e poi idealmente considerato il "fondatore" dei carristi italiani, fu un ufficiale di artiglieria, il capitano Alfredo Bennicelli. Nei primi mesi del 1917, per ordine del ministro della Guerra Vittorio Italico Zupelli, si recò in missione nelle Fiandre per visionare i primi esemplari di carro armato impiegati da Francia e Inghilterra. In seguito diresse tutte le prove tecnico-dimostrative sui carri affluiti in Italia, dopo avere ottenuto dalla Francia un esemplare di carro Schneider (numero di scafo 212) allo scopo di sperimentarne le caratteristiche sul fronte italiano. Le prove svolte a Tricesimo diedero buoni risultati per cui l'Italia richiese altri esemplari ai francesi, che però non ritennero di doverli concedere. Solo dopo molte insistenze l'Italia riuscì a ottenere quattro Renault FT17.

Un carro Fiat 2000

Nel 1918 la Fiat progettò e realizzò di propria iniziativa due esemplari del carro Fiat 2000, dotato un motore da 600 cavalli, che consentivano al mezzo di raggiungere una velocità di 6 km/h, con un equipaggio di 10 uomini e armato di un cannone da 65 mm installato in torretta e sette mitragliatrici, ma la fine del primo conflitto mondiale nel novembre 1918 non consentì al Regio Esercito di sperimentare la nuova arma sul campo di battaglia.
Il primo ente addestrativo per l’impiego dei carri armati venne istituito nel 1918 a Verona presso la Sezione speciale per l’istruzione sui trattori cingolati del "Reparto di Marcia Trattrici d’Artiglieria", unico ente presso il quale esisteva, all’epoca, il personale con le cognizioni meccaniche indispensabili per il mantenimento e l'impiego dei mezzi cingolati. Il 1º settembre dello stesso anno l'ente fu trasformato in "Reparto Speciale di marcia carri d'assalto" ente addestrativo il cui compito era di impartire a ufficiali e truppa volontari provenienti da tutte le armi dell'esercito, una prima istruzione sulla condotta dei carri armati tipo Schneider e Renault. Tale ente venne sciolto il 5 marzo 1919 con il trasferimento a Roma dei carri in dotazione.
Il primo vero e proprio reparto di carri armati del Regio Esercito fu la "1ª Batteria Autonoma Carri d’assalto", costituita a Torino nel dicembre 1918 in seno all'Arma di Artiglieria e articolata su due sezioni  di quattro e tre carri, la prima con tre Renault FT e un Fiat 2000 e la seconda con un Fiat 2000, uno Schneider CA1 e un Renault FT, con 9 ufficiali e 23 tra sottufficiali e truppa e posta al comando del Capitano di Artiglieria Vincenzo Lupo. Nel febbraio del 1919, una sezione della 1ª Batteria autonoma carri d’assalto fu inviata in Tripolitania, con tre carri Renault 17 e uno dei due Fiat 2000, per un breve ciclo operativo contro gli arabi ribelli. Detta sezione rientrò in patria lasciando a Tripoli il suo Fiat 2000. La batteria autonoma e venne destinata dapprima a Nettuno, presso il poligono di artiglieria ancora oggi ivi esistente alle dipendenze amministrative del 13º Reggimento artiglieria da campagna di stanza in Roma nella caserma di Castro Pretorio. Successivamente la 1ª Batteria venne riunita e acquartierata dapprima nei baraccamenti nel quartiere di San Lorenzo poi presso la caserma del 1º Reggimento Granatieri in Santa Croce di Gerusalemme a Roma per essere poi trasferita al Castro Pretorio. Nel settembre del 1919 venne raggiunta dal carro Schneider proveniente dall'autoparco di Verona. Il 21 novembre 1921, la specialità "carri armati" transitò temporaneamente nell'Arma di Fanteria e, nel dicembre successivo, la batteria, ribattezzata dapprima "Compagnia autonoma carri armati" e successivamente "Compagnia carri armati". Nel mese di maggio dello stesso anno tutti i carri allora in dotazione al Regio Esercito vennero accentrati presso la Scuola centrale di artiglieria di Nettuno. Qui venne costituita la "Scuola di condotta carri d'assalto" alle dipendenze della Direzione Generale di artiglieria.
Nel giugno del 1920, la Fiat approntò il primo esemplare di carro Fiat 3000 che si rifaceva quasi del tutto con alcune modifiche, al carro armato francese Renault FT, la cui progettazione venne avviata dalla Fiat nel 1918 poiché i francesi avevano ceduto solamente quattro Renault FT e, vista la spiccata adattabilità del carro al territorio italiano, si voleva dotare il Regio Esercito di un carro d'assalto similare. Vennero ordinati 1200 esemplari da consegnare a partire da maggio 1919 al ritmo di 200 mezzi al mese, ma la fine del conflitto comportò la riduzione dell'ordine a soli 100 esemplari, la cui consegna, a causa della difficile situazione interna del paese, slittò al giugno 1920. Il carro entrò in servizio nel 1921 con la denominazione ufficiale di Fiat 3000. Nello stesso anno veniva costituito il "Gruppo carri armati" dotato di carri Fiat 3000 ordinati in tre squadriglie.
Il 7 gennaio 1923 venne disposta la creazione del "Reparto carri armati" costituitosi il 23 gennaio successivo e accasermato a Roma presso il Forte Pietralata, con compiti di formazione, addestramento e mobilitazione delle unità carri armati. Tale Reparto era anche organo di studio e sperimentazione della nuova specialità allora ancora denominata "carri armati"; la responsabilità di sovrintendere tali studi risaliva comunque alla Direzione superiore del servizio tecnico di artiglieria.
Nell'agosto del 1923 il 1º gruppo carri armati iniziò a ricevere i primi Fiat 3000 e nel febbraio 1924, al 1º gruppo se ne affiancò un secondo uguale per un totale di 25 carri Fiat 3000. Fino al 16 luglio 1923 i militari di truppa del "Reparto carri armati" rimasero effettivi al 13º Reggimento di artiglieria da campagna.
Il primo Comandante del "Reparto carri armati" fu il Colonnello di Fanteria Noè Grassi che coniò, per primo, il sostantivo "carristi" per definire gli appartenenti alla specialità carri armati. Il 9 giugno 1924 il Reparto si trasferì al Forte Tiburtino.
Il motto del "Reparto carri armati" era: "Pondere Ignique Auxilium Fert" (in italiano: "Reca aiuto con il peso e con il fuoco") motto che lasciava trasparire quali fossero allora i criteri di impiego dei carri armati, intesi come elemento di supporto all’azione della fanteria.
Alla fine del 1924, il "Reparto carri armati" contava su una forza di 62 carri Fiat 3000 e il 1º dicembre 1924 poteva avviarsi il primo corso per ufficiali carristi.

### Nascita della specialità
Con la legge nº 396 dell'11 marzo 1926, veniva costituita ufficialmente la "specialità carri armati”  per la cui formazione si attingevano Ufficiali da tutte le altre Armi e Corpi dell’Esercito. Il Reparto diventò così "Centro di formazione carri armati" su due gruppi d'istruzione.
Il 1º ottobre 1927 a Roma, presso "Forte Tiburtino", venne costituito il "Reggimento carri armati" formato da Comando, Deposito e cinque battaglioni, due dei quali a Roma e i restanti a Udine, Codroipo e Bologna. Erano ordinati su quattro compagnie di due plotoni carri ciascuna, con carri Fiat 3000 in dotazione. I militari di truppa del Reggimento carri armati portavano sul bavero le mostreggiature rosse "fuori corpo" della Fanteria sovrapposte a velluto nero.
Nel 1931 il comando del "Reggimento carri armati" venne trasferito da Roma a Bologna (caserma "Mazzoni").
I carristi iniziarono a maturare esperienza operativa partecipando con i loro piccoli carri L3/35 a tutte le imprese coloniali e l'11 novembre 1935, in Somalia a Hamanlei, due carristi 1ª compagnia carri d’assalto della Somalia "Ardita" meritarono le prime ricompense al Valor Militare alla memoria concesse per eventi bellici. I decorati furono: il capocarro, il sergente maggiore Giovanni Sarotti, decorato di medaglia d'oro al valor militare, il pilota del carro, il carrista Fao Occidente, decorato di medaglia d'argento al valor militare e il carrista Francesco Ascoli, decorato di Medaglia di bronzo al valor militare. Il carro L3/35, a bordo del quale caddero i primi due eroi carristi, fortunosamente riportato in Italia, costituisce il primo cimelio della tradizione dei carristi un tempo esposto al Museo delle colonie, è stato conservato presso il Museo della Fanteria (area) carristi in Roma esposto nel "Sacrario dei carristi", nell'area archeologica in Piazza Santa Croce in Gerusalemme, insieme ad altri carri d'epoca.
Anche l'Arma di Cavalleria iniziò a dotarsi in via sperimentale, parzialmente e soltanto di carri leggeri (denominati "veloci"), e comunque avvalendosi anch'essa dell'input addestrativo iniziale erogato dal Reggimento Carri Armati, a partire dal 27 ottobre 1933, con almeno undici anni di ritardo, con i criteri di impiego dei carri armati, intesi come elemento "che spiana la via ai reparti a cavallo". Tuttavia nel 1938 fu colpita da una crisi di rigetto eliminando da tutti i suoi reggimenti gli squadroni carri veloci. Sopravvissero soltanto 3 gruppi squadroni, non irregimentati che dettero vita a una sorta di doppione della specialità carristi (i carristi veloci, contraddistinta da una mostreggiatura "ad hoc" bianco-azzurra) assegnata alle Divisioni Celeri e che, pur alimentata da ufficiali di cavalleria era tenuta in disparte dalla vita dei reggimenti a cavallo, almeno fino al 1941.
La specialità Carristi in fanteria ebbe invece un rapidissimo e definitivo sviluppo organico e il "Reggimento carri armati" dal 1935 al 1936 diede vita ai seguenti reparti
Battaglioni carri d’assalto per Corpo d'armata
- I Battaglione carri d'assalto "Ribet"
- II Battaglione carri d'assalto "Berardi"
- III Battaglione carri d'assalto "Paselli"
- IV Battaglione carri d'assalto "Monti"
- V Battaglione carri d'assalto "Suarez" (poi ridenominato "Venezian")
- VI Battaglione carri d'assalto "Lollini"
- VII Battaglione carri d'assalto "Vezzani"
- VIII Battaglione carri d'assalto "Bettoia"
- IX Battaglione carri d'assalto "Guadagni"
- X Battaglione carri d'assalto "Menziger"
- XI Battaglione carri d'assalto "Gregorutti"
- XII Battaglione carri d'assalto "Cangialosi"

Battaglioni coloniali carri d'assalto
- XX Battaglione carri d'assalto "Randaccio" (Eritrea e Libia)
- XXI Battaglione carri d'assalto "Trombi" (Libia)
- XXII Battaglione carri d'assalto "Coralli" (Libia)
- XXIII Battaglione carri d'assalto "Stennio"
- XXXI Battaglionie carri d'assalto "Cerboni"
- XXXII Battaglione carri d'assalto "Battisti" (Libia)

Altri reparti
- Squadrone speciale carri veloci (Somalia);
- Squadriglia speciale "S" (Somalia);
- Sezione autoblindo Fiat 611 (Somalia);
- V Gruppo Squadroni carri veloci "Baldissera" (Somalia);
- Battaglioni carri d'assalto, IX, XXIII, XXIV, XXXI;
- Compagnia complementi per il 2º Reggimento bersaglieri
- Compagnia carri d'assalto per la Sardegna

L'esperienza dei carristi maturò anche nella guerra di Spagna dove il 16 agosto 1936 sbarcò un nucleo di dieci istruttori con cinque carri veloci, che partecipò ai primi aspri combattimenti a Navalcareno. L'11 febbraio del 1937 venne costituito il "Raggruppamento carri d’assalto e autoblindo", articolato su cinque compagnie carri che poco più tardi divenne "Raggruppamento reparti specializzati", ribattezzato poi nell'estate del 1937 "Raggruppamento carristi" e affidato inizialmente al comando del colonnello carrista Valentino Babini e poi al colonnello Roberto Olmi (proveniente dagli Alpini), che ne rimase al comando sino alla fine della guerra civile.

### Nella fanteria
Con la circolare nº 33700 del 9 maggio 1936 del Gabinetto del Ministro della guerra venne specificato che i "carri armati d'assalto" erano quelli leggeri in dotazione alla fanteria, i "carri armati veloci" erano quelli leggeri in dotazione alle "truppe celeri" (Cavalleria) e i "carri armati di rottura" erano quelli medi e pesanti in dotazione alla fanteria che in quel momento erano solo i Fiat 3000.
Da quel momento i carristi divennero a pieno titolo una specialità dell'Arma di Fanteria e i militari a essa assegnati si sarebbero denominati "carristi". La nuova specialità veniva ordinata in quattro nuovi reggimenti comprendenti sia "battaglioni carri di rottura" sia "battaglioni carri d'assalto" (tutti su due compagnie) assegnati per l'impiego ai venti corpi d'armata dell'Esercito. 
Il 15 settembre 1936 dallo scioglimento del Reggimento carri armati presero vita quattro nuovi Reggimenti fanteria carristi:
- 1º Reggimento fanteria carristi con sede a Vercelli (caserma Biava):
  - Comando
  - I Battaglione carri d'assalto con sede a Vercelli
  - II Battaglione carri d'assalto con sede ad Alessandria
  - III Battaglione carri d'assalto con sede a Monza
  - IV Battaglione carri di rottura con sede a Vercelli
- 2º Reggimento fanteria carristi con sede a Verona (che nel 1938 assunse la denominazione di 32º Reggimento fanteria carristi):
  - Comando
  - IV Battaglione carri d'assalto "Monti" con sede a Bolzano
  - V Battaglione carri d'assalto "Venezian" con sede a Trieste
  - XI Battaglione carri d'assato "Gregorutti" con sede a Udine
  - III Battaglione carri di rottura con sede a Verona
- 3º Reggimento fanteria carristi, con sede a Bologna, erede diretto del "Reggimento carri armati":
  - Comando
  - VI Battaglione carri d'assalto con sede a Treviso
  - VII Battaglione carri d'assalto con sede a Firenze
  - I Battaglione carri di rottura con sede a Bologna
  - Compagnia motomeccanizzata di Zara
  - Battaglione Scuola Allievi Ufficiali di Complemento e Allievi Sottufficiali
  - Reparti corazzati dell’Africa Orientale Italiana (battaglioni XXI, XXII, XXXII e XXXIII)
- 4º Reggimento fanteria carristi con sede a Roma:
  - Comando
  - VIII Battaglione carri d'assalto "Bettoia" con sede a Roma
  - IX Battaglione carri d'assalto "Guadagni" con sede a Bari
  - X Battaglione carri d'assalto "Menzinger" con sede prima ad Agnano e poi a Caserta
  - XII Battaglione carri d'assalto "Cangialosi" con sede a Palermo
  - II Battaglione carri di rottura "Alessi" con sede a Roma
  - Compagnia carri armati della Sardegna con sede a Cagliari

Presso ciascuno di questi reggimenti  vi erano un centro di istruzione carrista e un'officina per la manutenzione del materiale e il centro di mobilitazione (deposito). Essi non erano comunque unità d'impiego, avendo esclusivamente compiti addestrativi, logistico-amministrativi e disciplinari nei confronti dei battaglioni dipendenti che, per l'impiego, erano invece assegnati a diversi Comandi di Corpo d'Armata e che erano dislocati in sedi diverse e distanti fra loro. Poiché mancavano ancora le Grandi Unità corazzate, le funzioni di questi 4 reggimenti restavano essenzialmente simili a quelle avute dal reggimento capostipite. I Corpi d'armata, erano invece responsabili dell’addestramento tattico e dell'impiego dei battaglioni loro assegnati.
Le numerazioni assegnate ai nuovi quattro reggimenti furono attribuite con un criterio "geografico", partendo da quello più a nord, e arrivando a quello più a sud. Le sedi dei quattro reggimenti erano state scelte in funzione delle due possibili direttrici d'attacco all'Italia: Francia-Vercelli, Germania-Verona, Riserva-Bologna, Meridione-Roma.
Il 16 luglio 1937, il Ministero della Guerra ordinava la costituzione di due grandi unità a livello Brigata:
- I Brigata corazzata "Centauro" con sede a Siena
- II Brigata corazzata "Ariete" con sede a Milano

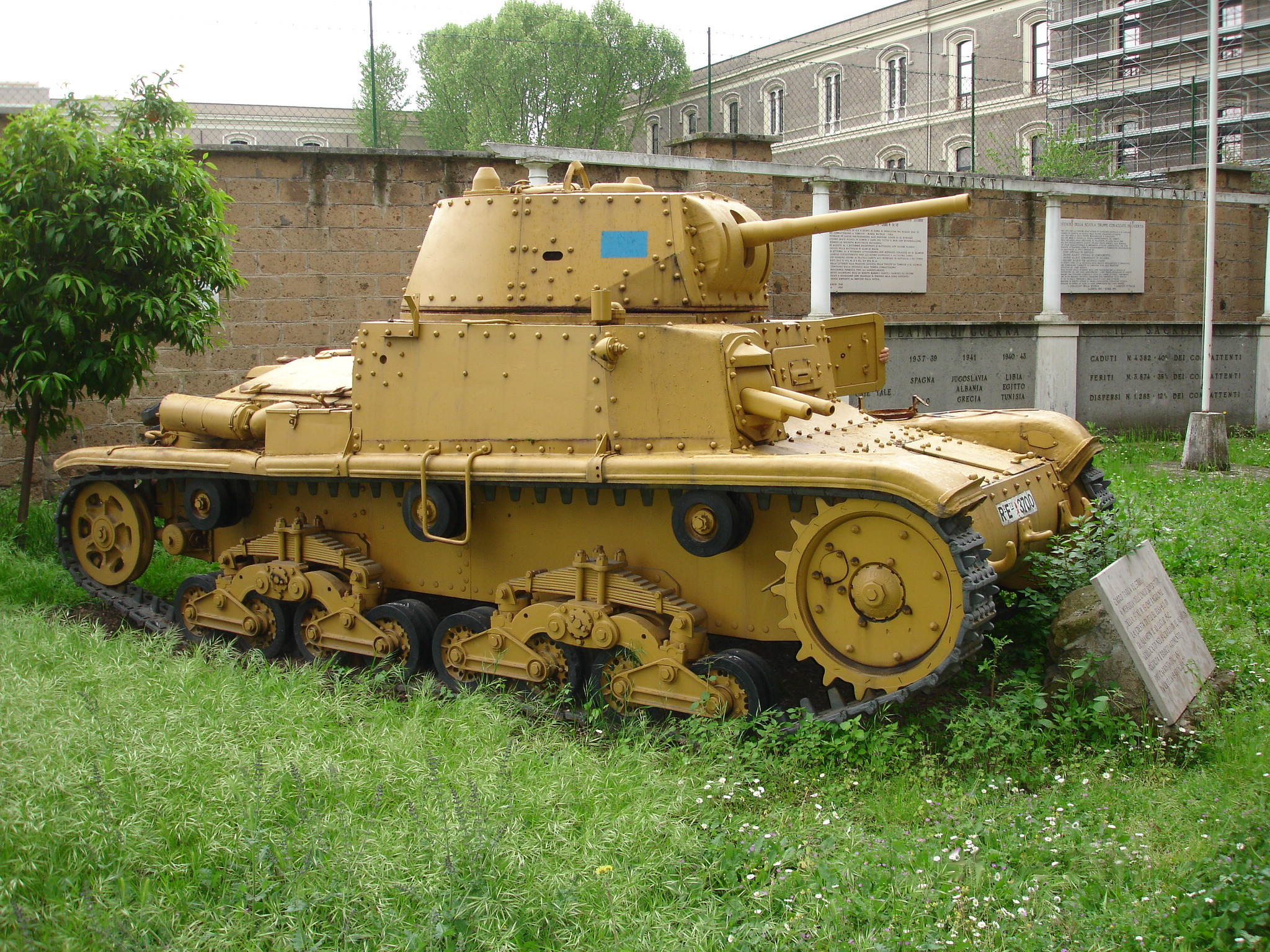
M13/40, carro armato medio italiano usato nella seconda guerra mondiale

Entrambe le grandi unità erano formate da un reggimento fanteria carristi, un reggimento bersaglieri e da supporti vari.

#### La seconda guerra mondiale
Il 1º febbraio 1939 venne costituita, per trasformazione dell'omonima Brigata, la 132ª Divisione corazzata "Ariete", il 20 aprile 1939 per trasformazione dell'omonima Brigata venne costituita la 131ª Divisione corazzata "Centauro", articolati su 1 reggimento carri, 1 reggimento bersaglieri, un reggimento artiglieria corazzata e da supporti vari.
Nel novembre 1939 venne costituito a Parma il 33º Reggimento carri con sede in Parma, che con il 12º Reggimento bersaglieri e il 133º Reggimento artiglieria corazzata e altri reparti di supporto divisionale andò a formare la 133ª Divisione corazzata "Littorio".
All'ingresso dell'Italia nella seconda guerra mondiale il Regio Esercito contava su tre divisioni corazzate: la 131ª Divisione corazzata "Centauro", con il comando divisionale a Tirana in Albania, la 132ª Divisione corazzata "Ariete" con la sede comando a Verona  e la 133ª Divisione corazzata "Littorio" con sede comando a Parma.
Malgrado ciò nei primi mesi di guerra vengono impiegati i reparti dei 3 reggimenti cadetti 1°, 3° e 4° inviati nelle varie zone di operazioni come supporti alle Grandi Unità mobilitate. Nelle prime fasi della guerra gli Alti Comandi impiegano malamente e alla spicciolata i primi 6 battaglioni carri medi appena sfornati dall'industria bellica. Tutti vengono distrutti nel volgere di poche settimane. In questo modo le unità delle Divisioni corazzate restano lungamente equipaggiate con carri leggeri ritardando il proprio addestramento per l'impiego dei carri medi come massa di manovra autonoma. 

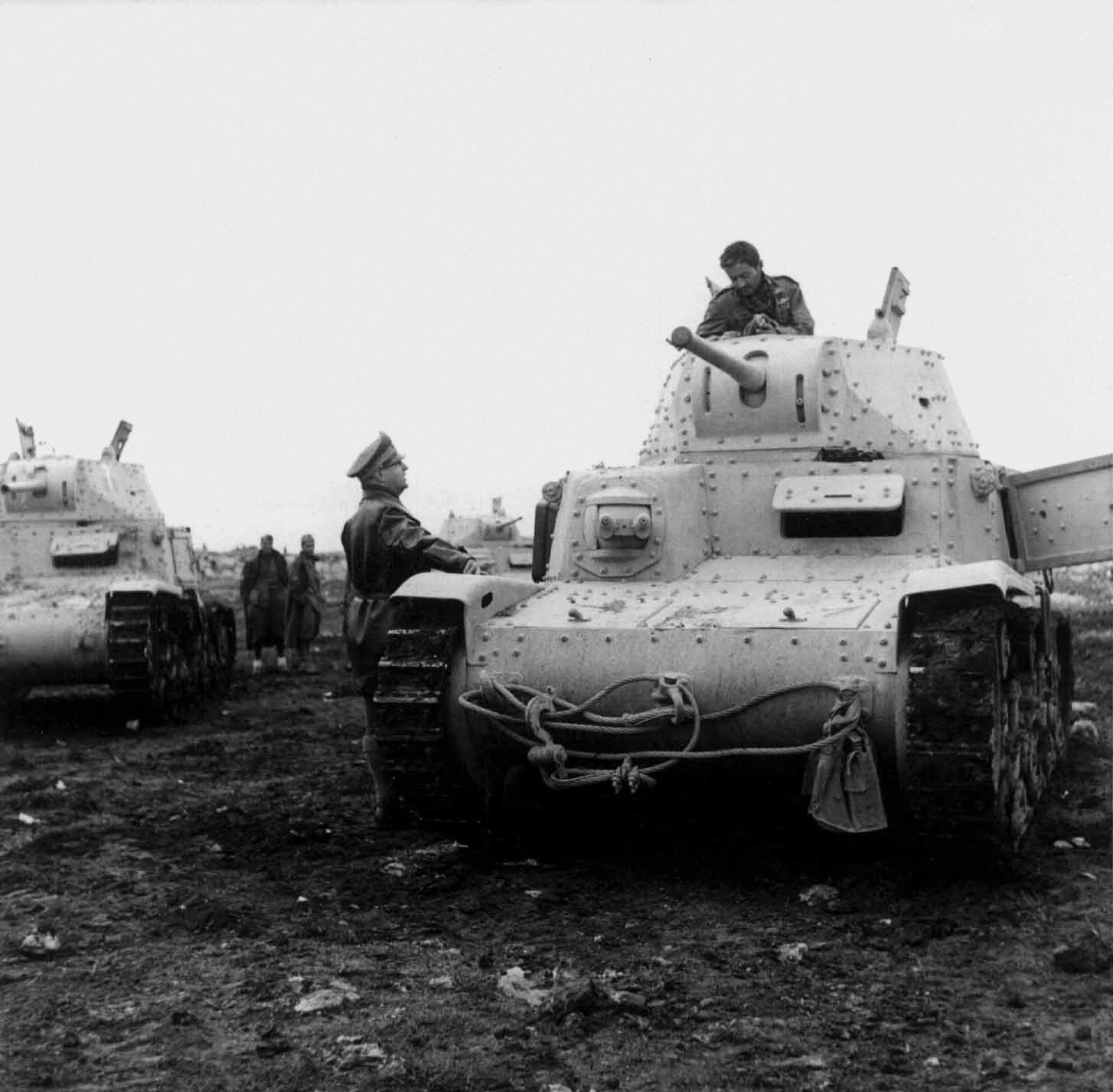
Carri della divisione Ariete nel 1941

Nella seconda metà del 1941 (giugno/luglio) vennero costituiti il 131º Reggimento fanteria carristi, articolato sui battaglioni C, CI e CII equipaggiati con carri di preda bellica che si affiancò al 31º reggimento della 131ª Divisione corazzata "Centauro" e il 133º Reggimento fanteria carristi, articolato sui battaglioni XI (proveniente dal deposito del 32º Reggimento fanteria carristi), X e XII (provenienti rispettivamente dal 1° e 32° Reggimento fanteria carristi), equipaggiati con carri M14/41, che si affiancò al 33º Reggimento nella 133ª Divisione corazzata "Littorio". Il 1º settembre dello stesso anno, in zona di guerra si costituì in seno alla 132ª Divisione corazzata Ariete il 132º Reggimento fanteria carristi, articolato sui battaglioni VII (proveniente dal 32º Reggimento fanteria carristi), VIII (proveniente dal 33° Reggimento fanteria carristi) e e IX (proveniente dal 3º Reggimento fanteria carristi) tutti equipaggiati con carri M13/40 affiancandosi inizialmente al 32º reggimento che però rientrò poco dopo in patria.
Dalla loro fondazione e fino al termine del 2° conflitto mondiale i reggimenti e i reparti della specialità fanteria carrista hanno partecipato ai combattimenti nelle seguenti zone di guerra:
1929-33: Libia (Rgt carri armati)
1935-36: Africa Orientale (Rgt carri armati)
1936-39: Spagna (2° e 3°)
1939: Albania (4°)
1940: fronte occidentale (1°, 33° carri);
1940: Grecia (31°)
1941: Yugoslavia (33° e 31°)
1940-41: Africa Orientale
1940-43: Africa Settentrionale (1°, 4°, 32°, 31°, 132° e 133° per un totale di circa 30 battaglioni dei diversi tipi);
1943: Sicilia (131°);
1943: Roma (4°)
1943: Parma-Piacenza (33°)
1943: Piombino (XIX/31°)
1943: Corsica (33°);
1943-44: Sardegna (32° e 132°);
1944-45: Italia (1051° battaglione carristi autieri).
Complessivamente, nel decennio compreso tra il 1935 e il 1945, i carristi hanno meritato: 15 Ordini militare di Savoia, 46 medaglie d'oro al valor militare, 570 medaglie d'argento al valor militare, 885 medaglie di bronzo al valor militare e 1085 croci di guerra al valor militare. Le bandiere di guerra dei reggimenti carri sono state decorate complessivamente di 3 medaglie d'oro al valor militare, 2 medaglie d'argento al valor militare, 3 medaglie di bronzo al valor militare.

#### La ricostituzione della componente carri
Nel dopoguerra la specialità ha visto la ricostituzione di due grandi unità a livello di divisione, nelle quali furono inquadrati i primi reggimenti carristi nuovamente formati assieme ai battaglioni inseriti nei reparti di fanteria corazzata.
Nel 1947 venne costituito il "Parco Veicoli Corazzati" a Bologna (sulla base del preesistente 3º reggimento carristi) e la "Scuola di Carrismo" a Forte Tiburtino a Roma.
Nel 1948 venne ricostituito a Roma il 1º Reggimento carristi assegnato alla Brigata corazzata "Ariete".  Il reggimento era formato da due battaglioni carri uno dei quali di stanza a Roma e l'altro a Casarsa della Delizia.  Il 1º aprile 1949 il reggimento viene ridenominato 132º Reggimento carristi "Ariete" e nell'aprile dell'anno successivo fu trasferito ad Aviano a rinforzo della difesa della frontiera nord-orientale. Il 1º ottobre 1952 la Brigata corazzata "Ariete" venne elevata a livello di Divisione cambiando la sua denominazione in Divisione corazzata "Ariete".

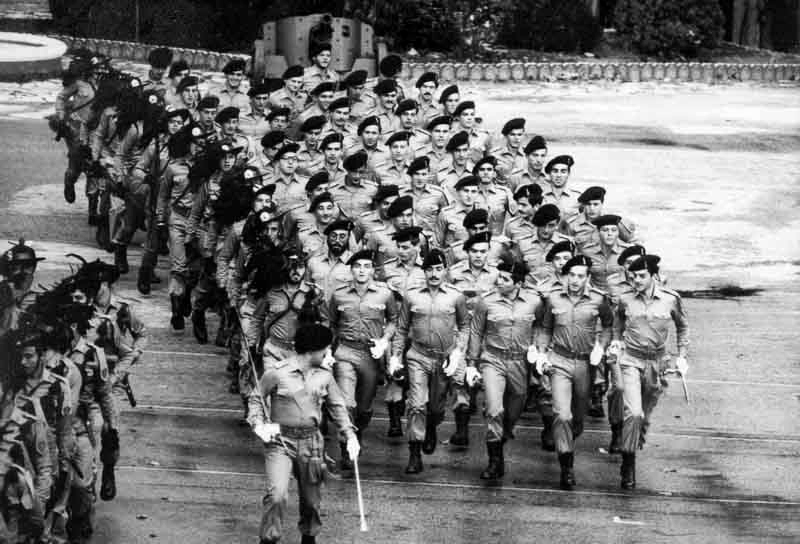
Carristi del 182º Reggimento fanteria corazzato "Garibaldi" sfilano insieme ai bersaglieri

Nel 1951 vennero costituiti in Caserta e Avellino il "C.A.R. per le Truppe corazzate" e la "Scuola truppe corazzate". Nello stesso anno 1951 venne ricostituito a Verona il 31º Reggimento carristi inquadrato nella Brigata corazzata "Centauro" che nel 1952 venne elevata a livello di Divisione cambiando la sua denominazione in Divisione corazzata "Centauro".
Nel 1953 venne ricostituito a Roma il 4º Reggimento carristi per la neocostituita Divisione corazzata "Pozzuolo del Friuli" dislocata a Roma, che però ebbe vita breve e venne sciolta il 31 dicembre 1958; il nome della grande unità venne ereditato dalla neocostituita Brigata di cavalleria, che il 1º gennaio 1959 assunse la denominazione di Brigata di cavalleria "Pozzuolo del Friuli".
Nel 1958, in aderenza agli standard NATO, che prevedevano per ogni Divisione di fanteria la presenza di un raggruppamento corazzato, a composizione mista meccanizzata-corazzata, vennero costituiti alcuni Reggimenti corazzati da assegnare uno per ogni Divisione di fanteria. Per la Divisione "Folgore" ad assumere tale configurazione organica fu il 182º Reggimento fanteria "Garibaldi", che venne ristrutturato su un Battaglione bersaglieri (XI), che costituiva la componente meccanizzata, e un Battaglione carri (XIII), che costituiva la componente carri.
L'11 maggio 1959 viene costituito a Capo Teulada il "CAUC" (Campo di Addestramento Unità Corazzate), per la gestione del vasto poligono di tiro acquisito in quel periodo per permettere lo specifico addestramento delle unità corazzate.
Nel 1963 venne ricostituito il 3º Reggimento fanteria corazzato (erede del 3º Reggimento fanteria carristi a sua volta erede del "Reggimento carri armati"). Tale reggimento era articolato su un battaglione bersaglieri (LXVII), un Battaglione carri (IX) una compagnia bersaglieri controcarri, uno squadrone di cavalleria (Cavalleggeri di Alessandria) e una batteria di artiglieria semovente, venne inquadrato nella Divisione fanteria motorizzata "Granatieri di Sardegna".

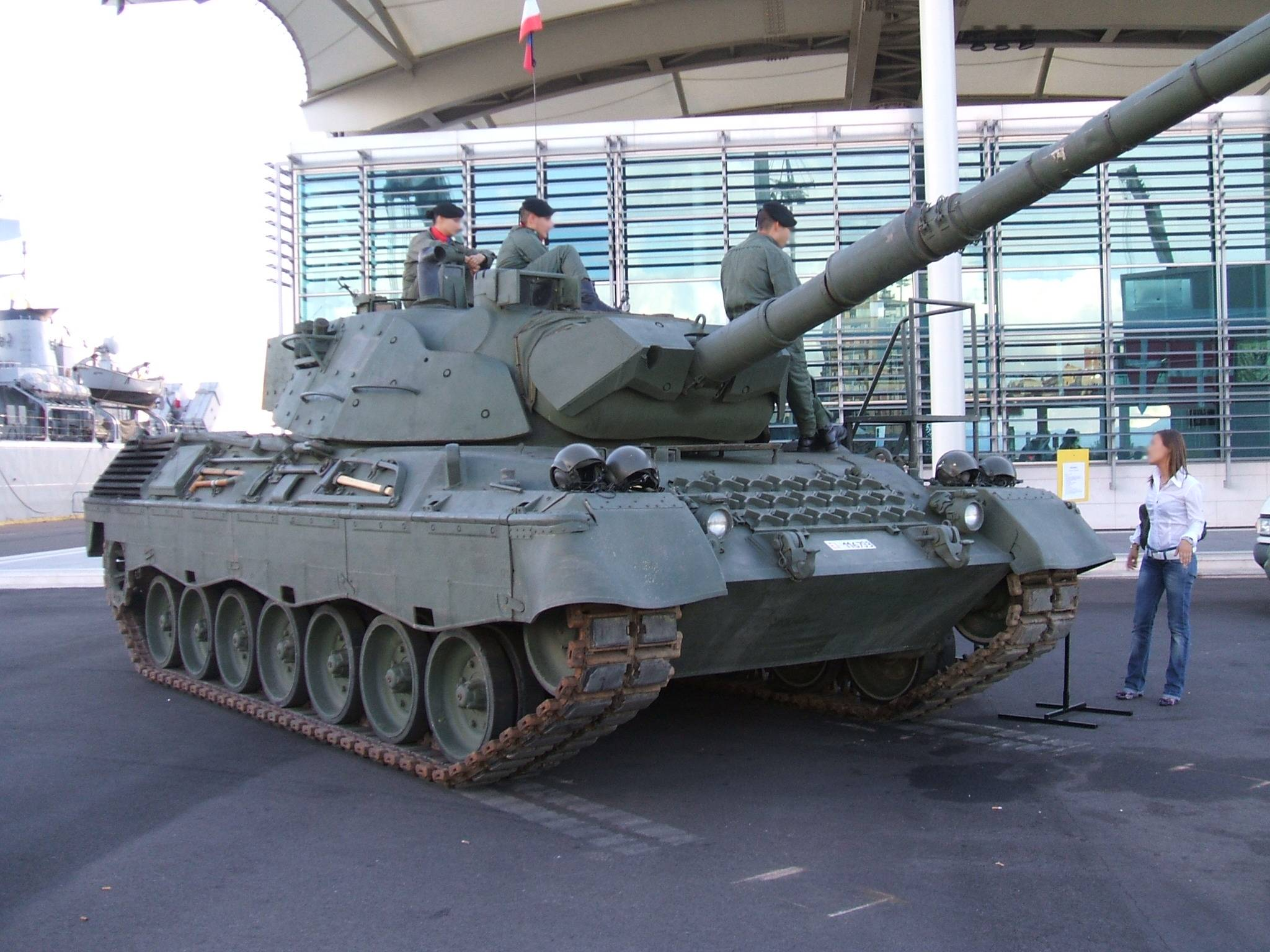
Carristi italiani su un Leopard 1A5

Il 1º marzo 1964 venne ricostituito il 32º Reggimento carristi inquadrato nella Divisione corazzata "Ariete".
Il 1º ottobre 1969 il 22º Reggimento fanteria della Divisione "Cremona", analogamente a quanto fatto in precedenza con il 182º Reggimento fanteria "Garibaldi", venne riconfigurato in reggimento di fanteria corazzata e articolato su un battaglione bersaglieri, su una compagnia bersaglieri controcarri e su un battaglione carri, assumendo la denominazione di 22º Reggimento fanteria corazzato "Cremona"
Nel 1974, su trasformazione del CAUC viene ricostituito il 1º Reggimento fanteria corazzato.
Nel 1975, nel quadro della ristrutturazione dell'Esercito Italiano, vengono formate le brigate. Il provvedimento comporta la soppressione del livello reggimentale. Solo i 1º reggimento corazzato sopravvive. I battaglioni carri divengono corpi e sono inquadrati nelle brigate corazzate, meccanizzate o motorizzate. Dal 1974 al 1991 la specialità carristi annoverava:
- Scuola Truppe Meccanizzate e Corazzate a Caserta (e poi a Lecce)
- 1º Reggimento corazzato a Teulada
- 1º battaglione carri "M.O. Cracco" (custode della bandiera di guerra del 31º Reggimento carri) a Bellinzago Novarese;
- 3º battaglione carri "M.O. Galas" (custode della bandiera di guerra del 32º Reggimento carri) a Tauriano di Spilimbergo
- 4º battaglione carri "M.O. Passalacqua", a Solbiate Olona
- 5º battaglione carri "M.O. Chiamenti" a Tauriano di Spilimbergo
- 6º battaglione carri "M.O. Scapuzzi" (custode della bandiera di guerra del 33º reggimento carri) a Civitavecchia
- 7º battaglione carri "M.O. Di Dio" a Vivaro
- 8º battaglione carri "M.O. Secchiaroli" (custode della bandiera del 132º Reggimento carri) ad Aviano
- 9º battaglione carri "M.O. Butera" (custode della bandiera del 3º Reggimento carri) a L'Aquila
- 10º battaglione carri "M.O. Bruno" (custode della bandiera di guerra del 133º reggimento carri) ad Aviano
- 11º battaglione carri "M.O. Calzecchi Onesti" a Ozzano dell'Emilia
- 13º battaglione carri "M.O. Pascucci" a Cordenons
- 19º battaglione corazzato "M.O. Tumiati" a Firenze
- 20º battaglione carri "M. O. Pentimalli" (erede della bandiera di guerra del 4º reggimento carri) a Legnano
- 22º battaglione carri "M.O. Piccinini" a San Vito al Tagliamento
- 31º battaglione carri "M.O. Andreani" (battaglione addestrativo della Scuola Truppe Corazzate) a Persano
- 60º battaglione carri "M.O. Locatelli" ad Altamura
- 62º battaglione corazzato "M.O. Iero" a Catania (custode della bandiera del 62º reggimento fanteria "Sicilia")
- 63º battaglione carri "M.O. Fioritto" a Cordenos
- 101º battaglione carri "M.O. Zappalà" (custode della bandiera di guerra del 131ºreggimento carri) a Bellinzago Novarese.

Con il ripristino del livello reggimentale a partire dal 1991 la situazione era la seguente:
- 1º Reggimento corazzato a Teulada
- 2º Reggimento carri a San Vito al Tagliamento (sciolto nel 1995);
- 4º Reggimento carri a Civitavecchia (sciolto nel 1995 e ricostituito a Bellinzago Novarese)
- 31º Reggimento carri a Bellinzago Novarese (poi trasferito ad Altamura)
- 32º Reggimento carri a Tauriano di Spilimbergo
- 33º Reggimento carri ad Ozzano dell'Emilia
- 62º Reggimento fanteria corazzato "Sicilia" a Catania
- 63º Reggimento carri a Cordenons (sciolto nel 1995)
- 67º Reggimento Fanteria Corazzato "Legnano" a Solbiate Olona (sciolto nel 1995)
- 131º Reggimento carri a Persano
- 132º Reggimento carri ad Aviano (trasferito a Cordenons nel 1995)
- 133º Reggimento carri ad Altamura (sciolto nel 1995 e ricostituito come "quadro" a Lecce);

Il 27 agosto 1992 il 67º Battaglione meccanizzato "Montelungo" venne sciolto e, sulla base del 4º Battaglione carri "M.O.Passalacqua" venne ricostituito, nella sede di Solbiate Olona, il 67º Reggimento fanteria corazzato "Legnano", che sarebbe stato sciolto nel 1995 a Solbiate Olona e nella stessa data il 62º Battaglione motorizzato "Sicilia" con il concorso del personale del disciolto 62º Battaglione corazzato "M.O. Jero", venne riordinato nel 62º Reggimento fanteria corazzato "Sicilia" che nel 1997 venne rinominato 62º Reggimento carri.
Dalla fine degli anni novanta i reparti carristi vengono dotati del nuovo carro medio da combattimento di produzione nazionale C1 Ariete.

### Nella Cavalleria
Nel 1999, con decreto Ministeriale 1º giugno 1999, i carristi sono diventati una specialità dell'Arma di Cavalleria e in attuazione della legge n° 276 del 2 agosto 1999, le Bandiere dei reggimenti sono state sostituite dagli stendardi (che peraltro i reggimenti carristi già avevano all'atto della loro costituzione nel 1936 a similitudine di tutte le unità motorizzate e montate).
Nel febbraio 1999 erano rimasti in vita i seguenti reggimenti:
- 1º Reggimento corazzato a Teulada
- 4º Reggimento carri a Bellinzago Novarese
- 31º Reggimento carri ad Altamura
- 32º Reggimento carri a Tauriano di Spilimbergo
- 33º Reggimento carri a Ozzano dell'Emilia
- 62º Reggimento carri a Catania
- 131º Reggimento carri a Persano
- 132º Reggimento carri a Cordenons

A seguito della costituzione del "Polo blindo-corazzato", la "Scuola di carrismo" di Lecce, assume la denominazione di "Scuola di cavalleria e truppe corazzate" e successivamente di "Scuola di cavalleria". 
Nel 2000 viene sciolto anche il 33º Reggimento carri. Nel corso del 2001, il 62º Reggimento carri "Sicilia" perde la fisionomia carri e venne riconfigurato nuovamente in reggimento di fanteria.

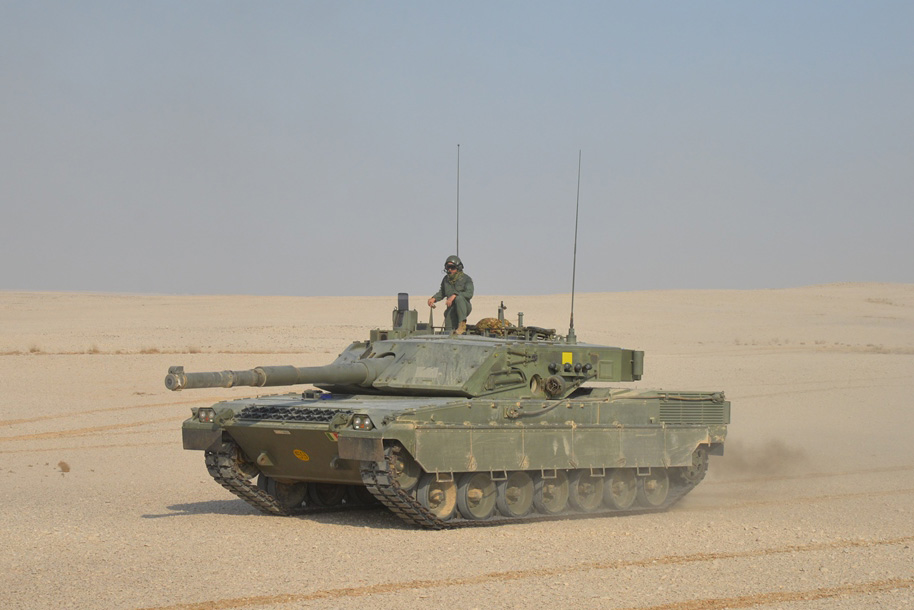
Carrista su C1 Ariete durante esercitazione in Qatar

Nel 2016 viene disposto il trasferimento dello stendardo del Reggimento Nizza Cavalleria in Bellinzago Novarese. In pari dato lo stendardo del 4º reggimento carri viene trasferito a Persano e il 131º reggimento carri cessa di esistere.
Nel dicembre 2019 viene disposta la ricostituzione del Reggimento Cavalleggeri di Lodi in Altamura e in pari data il 31º reggimento carri cessa di esistere.

#### Reparti carristi attivi
I reggimenti carristi dell'Esercito italiano in vita nel 2020 sono:
- 1º Reggimento corazzato a Capo Teulada (CME Sardegna)
- 4º Reggimento carri a Persano (Brigata Garibaldi)
- 32º Reggimento carri a Tauriano di Spilimbergo (132ª Brigata corazzata "Ariete")
- 132º Reggimento carri a Cordenons (132ª Brigata corazzata "Ariete")

## Ricompense al Valore

### Le Ricompense al Valor Miliare e Valor Civile concesse alle bandiere di guerra
- 3º Reggimento carri
  -  Medaglia di Bronzo al valor militare (per il V battaglione carri d'assalto "Venezian")
  -  Medaglia di Bronzo al valor militare per il IX battaglione carri d'assalto "Guadagni")
- 4º Reggimento carri:
  -  Medaglia d'oro al valor militare
  -  Medaglia di bronzo al valor militare (per il XX battaglione carri)
  -  Medaglia di bronzo al valor militare (per il XXI battaglione carri)
- 31º Reggimento carri:
  -  Medaglia d'argento al valor militare
  -  Medaglia di bronzo al valor civile
- 32º Reggimento carri:
  -  Medaglia d'oro al valor militare (per il III° Battaglione carri M13/40)
  -  Medaglia d'argento al valor militare (per il V° battaglione carri M 13/40
- 132º Reggimento carri:
  -  Medaglia d'oro al valor militare
- Battaglione carri d'assalto del Regio Governo dell'Harar
  - Croce di Guerra al valor militare

Le Ricompense al Valor e al Merito dell'Esercito concesse alle Bandiere di guerra
- Scuola delle Truppe corazzate
  - Medaglia di bronzo al Valor dell'Esercito
- 3º battaglione carri "M.O. Galas"
  - Medaglia di bronzo al Valor dell'Esercito
- 5º battaglione carri "M.O. Chiamenti"
  - Medaglia d'argento al Valor dell'Esercito
- 7º battaglione carri "M.O. Di Dio"
  - Medaglia di bronzo al Valor dell'Esercito
- 22º battaglione carri "M.O. Piccinini"
  - Medaglia di bronzo al Valor dell'Esercito
- 63º battaglione carri "M.O. Fioritto"
  - Medaglia di bronzo al Valor dell'Esercito
- 32º Reggimento carri
  - Medaglia di bronzo al Valor dell'Esercito
- 131º Reggimento carri
  - Croce d'oro al Merito dell'Esercito
- 132º Reggimento carri
  - Medaglia di bronzo al Valor dell'Esercito

### Le Ricompense individuali al Valor militare ai Carristi
- Ordine militare d'Italia: n° 20
- Medaglie d'oro al valor militare: n° 46
- Medaglie d'argento al valor militare: n° 562
- Medaglie di bronzo al valor militare: n° 871
- Croci di Guerra al valor militare: n° 1056

### Carristi decorati di Medaglia d'oro al valor militare
- Sottotenente Mario Allegretti
- Maggiore Gaetano Amoroso (militare)
- Colonnello Alberto Andreani
- Sergente Rinaldo Arnaldi
- Tenente Colonnello Angelo Barzon
- Tenente Renzo Bertoni
- Sottotenente Pietro Bruno
- Carrista Gaetano Butera
- Capitano Icilio Calzecchi Onesti
- Caporale Renato Catena
- Caporale Mario Celio
- Maresciallo Carlo Chiamenti

- Caporale Giovanni Cracco
- Colonnello Lorenzo D'Avanzo
- Capitano Francesco de Martini
- Sergente Umberto Dianda
- Tenente Alfredo Di Dio
- Sottotenente Vincenzo Fioritto
- Tenente Marcello Floriani
- Capitano Oreste Fortuna
- Sottotenente Luigi Fuccia
- Sergente Bruno Galas
- Carrista Mario Grisendi
- Sottotenente Fulvio Jero

- Tenente Giuseppe Locatelli
- Sergente Maggiore Pietro Mittica
- Sottotenente Salvatore Moriconi
- Carrista Mario Musolesi
- Capitano Paolo Lorenzo Paladini
- Tenente Luigi Arbib Pascucci
- Sottotenente Walter Pasella
- Tenente Ugo Passalacqua
- Sottotenente Livio Pentimalli[6]
- Sottotenente Edoardo Pezzali
- Capitano Vittorio Piccinini

- Tenente Colonnello Pasquale Prestisimone
- Sottotenente Mario Ricci
- Sergente Maggiore Giovanni Sarotti
- Sottotenente Luigi Scapuzzi
- Caporale Giovanni Secchiaroli
- Caporale Alfredo Sforzini
- Sottotenente Leo Todeschini
- Sottotenente Francesco Tumiati
- Carrista Severino Vazquez
- Tenente Lino Zambrini
- Caporalmaggiore Renato Zanardo
- Tenente Colonnello Salvatore Zappalà